# تيموثي ثاتشر
تيموثي ثاتشر (بالإنجليزية: Timothy Thatcher)‏ هو مصارع محترف أمريكي، ولد في 2 يونيو 1983 في ساكرامنتو في الولايات المتحدة.

## روابط خارجية
- تيموثي ثاتشر على موقع WrestlingData.com (الإنجليزية)
- تيموثي ثاتشر على موقع CageMatch worker (الإنجليزية)
- تيموثي ثاتشر على موقع قاعدة بيانات المصارعة على الإنترنت (الإنجليزية)
- تيموثي ثاتشر على موقع عالم المصارعة على الإنترنت (الإنجليزية)